# 沙隆日
沙隆日（法語：Challonges，法語發音：[ʃalɔ̃ʒ]）是法国上萨瓦省的一个市镇，属于圣于连昂热讷瓦区。

## 地理
沙隆日（46°1'10"N, 5°49'52"E）面积7.9 平方千米，位于法国奥弗涅-罗讷-阿尔卑斯大区上萨瓦省，该省份为法国东部省份，历史上为薩伏依的一部分，北与瑞士接壤，西接安省，南至萨瓦省，东与瑞士和意大利接壤。
与沙隆日接壤的市镇（或旧市镇、城区）包括：沙奈、巴西、谢讷昂瑟米讷、叙尔茹-洛皮塔勒。

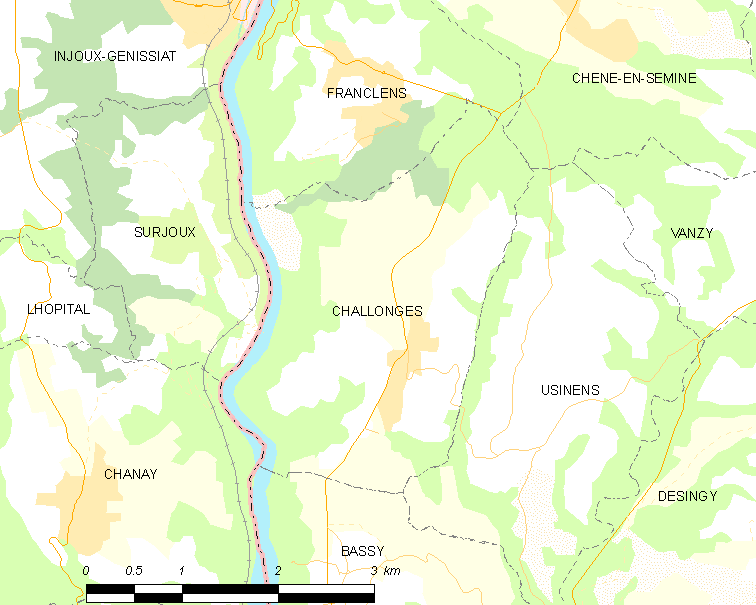
沙隆日的OSM定位图

沙隆日的时区为UTC+01:00、UTC+02:00（夏令时）。

## 行政
沙隆日的邮政编码为74910，INSEE市镇编码为74055。

## 政治
沙隆日所属的省级选区为圣于连昂热讷瓦县。

## 人口

1962-2008年间沙隆日人口变化图示

沙隆日于2022年1月1日时的人口数量为589人。